# Соловьёв, Сергей Михайлович
Серге́й Миха́йлович Соловьёв (5 [17] мая 1820, Москва, Российская империя — 4 [16] октября 1879, там же) — русский историк, один из крупнейших представителей московской исторической школы середины XIX века, основоположник  отдельного направления в российской историографии — так называемой «государственной школы». Профессор (с 1848; заслуженный профессор с 1859) и ректор (1871—1877) Императорского Московского университета, ординарный академик Императорской Санкт-Петербургской Академии наук по Отделению русского языка и словесности (1872), тайный советник.
Впервые применил термины «Новгородская Русь», «Киевская Русь», «Владимирская Русь», «Московская Русь», которыми он обозначил временные периоды становления Российского государства.

## Биография
Родился в семье протоиерея, законоучителя Московского коммерческого училища Михаила Васильевича Соловьёва (1791—1861); мать, Е. И. Шатрова, была дочерью мелкого чиновника, выслужившего дворянство, и племянницей ярославского епископа Авраама (Шумилина). До 13 лет Закону Божьему и древним языкам учился у отца, будучи с 8 лет записан в Московское духовное училище с оговоркой, что по светским предметам ученик будет получать знания в коммерческом училище, а экзамены сдавать в духовном. Религиозное воспитание проявилось в том, какое значение в исторической жизни народов он придавал религии вообще и, в применении к России, православию в частности. Много читал, отдавая предпочтение исторической литературе. По собственным словам Соловьёва к тринадцати годам он прочитал «Историю государства российского» Н. М. Карамзина не меньше двенадцати раз.
В 1838 году он окончил с серебряной медалью 1-ю Московскую гимназию, в которой учился с 3-го класса (1833—1838), и поступил на 1-е отделение (историко-филологическое) философского факультета Московского университета (впоследствии — историко-филологический факультет). В университете русскую историю, излюбленный Соловьёвым предмет, читал М. П. Погодин; но лекции профессора — пересказы «Истории государства Российского» Карамзина, не удовлетворяли его. Интерес он проявлял к лекциям Т. Н. Грановского, читавшего курс истории Средних веков. Курс Грановского внушил Соловьёву сознание необходимости изучать русскую историю в тесной связи с судьбой других народностей и в широкой рамке духовной жизни вообще: интерес к вопросам религии, права, политики, этнографии и литературы руководил Соловьёвым в течение всей его научной деятельности. В этот период Соловьёв некоторое время сильно увлекался Гегелем и «на несколько месяцев стал протестантом», но, как сам он отметил: «отвлечённость была не по мне, я родился историком». Книга Эверса «Древнейшее право Руссов», излагавшая взгляд на родовое устройство древних русских племён, составила, по словам самого Соловьёва, «эпоху в его умственной жизни, ибо Карамзин наделял одними фактами, ударял только на чувство», а «Эверс ударил на мысль, заставил думать над русской историей».
В 1842 году он окончил университетский курс и уехал на два года за границу, в качестве домашнего учителя в семье графа С. Г. Строганова — платные уроки русского языка он давал в московских дворянских домах уже с 1838 года. Это дало Соловьёву возможность слушать профессоров в Берлине, Гейдельберге и Париже; в Праге познакомился с Ганкой, Палацким и Шафариком.
В 1844 году вернулся в Москву, в 1845 году защитил магистерскую диссертацию «Об отношениях Новгорода к Московским великим князьям» и занял в Московском университете, в должности адъюнкта, кафедру русской истории, остававшуюся вакантной после ухода Погодина. Работа о Новгороде сразу выдвинула Соловьёва как крупную научную силу с оригинальным умом и самостоятельными воззрениями на ход русской исторической жизни; Грановский отмечал: «Мы все вступили на кафедры учениками, а Соловьёв вступил уже мастером своей науки». Следующая работа С. М. Соловьёва, оконченная летом 1846 года, — «История отношений между русскими князьями Рюрикова дома» (М., 1847) доставила ему степень доктора исторических наук, политэкономии и статистики и должность экстраординарного профессора. В 1850 году он был утверждён в звании ординарного профессора Московского университета.
В 1851 году вышел первый том его 29-томной «Истории России с древнейших времен».
В 1856—1869 годах С. М. Соловьёв был деканом историко-филологического факультета Московского университета; с 1871 года состоял ректором университета, принципиально и твёрдо отстаивая интересы науки и принципы университетской автономии. В 1877 году, когда появилось открытое письмо тридцати пяти учёных против намечавшихся реформ, он принял решение заявить о своей отставке с поста ректора; также оставил профессуру и числился в университете «сторонним преподавателем». Б. Н. Чичерин писал в это время: «Катков и Толстой с их клевретами выжили наконец из университета и этого достойного, всеми уважаемого и крайне умеренного человека. Честность и наука были опасным знаменем, от которого надобно было отделаться всеми силами».
Заслуженный профессор Московского университета (1859).
В 1878 году он был избран почётным членом Московского университета. В мае 1879 года оставил службу; возглавил Московское общество истории и древностей Российских.
Кроме деятельности в Московском университете, преподавал русскую историю членам императорской семьи, в том числе великому князю Александру Александровичу (будущий Александр III). В 1860-х годах С. М. Соловьёв был инспектором Московского Николаевского института, а в 1870-х — директором Оружейной палаты.

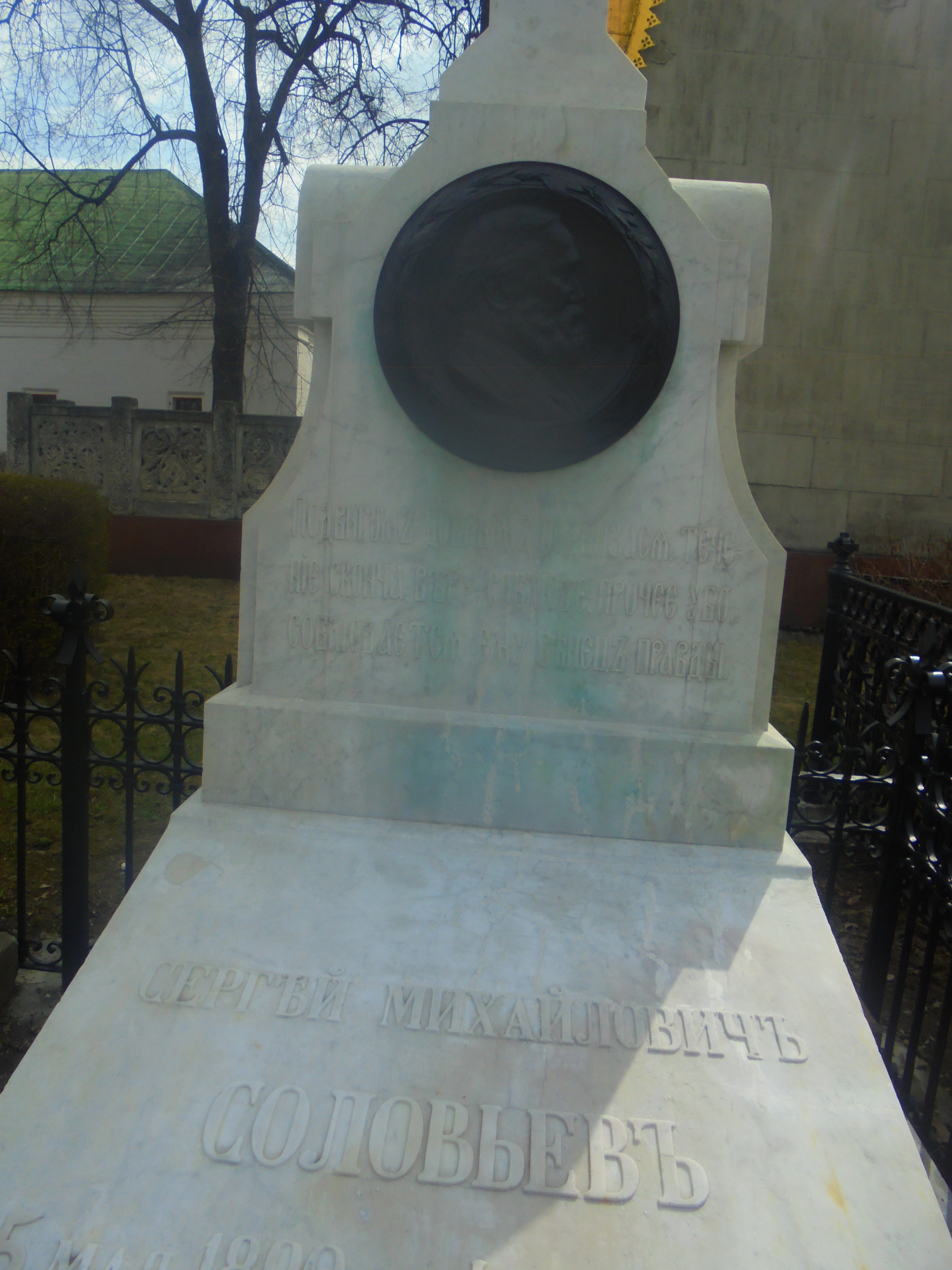
Памятник на могиле С. М. Соловьёва в Новодевичьем монастыре

Был награждён многими орденами высших степеней, в том числе орденом Белого Орла.
Сергей Михайлович Соловьёв скончался 4 (16) октября 1879 года. Похоронен в некрополе Новодевичьего монастыря.

### Семья
Жена: Поликсена Владимировна, урождённая Романова. У них родились 12 детей, четверо из которых умерли в раннем детстве.
Дети:
- Всеволод Сергеевич Соловьёв (1849—1903) — романист, автор исторических романов и хроник.
- Вера Сергеевна Соловьёва (1850—1921).
- Владимир Сергеевич Соловьёв (1853—1900) — философ, поэт, публицист, литературный критик.
- Михаил Сергеевич Соловьёв (1862—1903).
- Мария Сергеевна Соловьёва (1863—1919) — детская писательница и мемуаристка, жена историка Павла Безобразова.
- Поликсена Сергеевна (1867—1924) — поэтесса и художница.

### Преподавательская деятельность
Кафедру русской истории в Московском университете Соловьёв занимал (за исключением небольшого перерыва) в течение более 30 лет (1845—1879).
В лице Соловьёва Московский университет имел всегда горячего поборника научных интересов, свободы преподавания и автономии университетского строя. Выросший в эпоху напряжённой борьбы славянофилов и западников, Соловьёв навсегда сохранил чуткость и отзывчивость к явлениям современной ему политической и общественной жизни. Даже в чисто научных трудах, при всей объективности и соблюдении строго критических приёмов, Соловьёв обыкновенно всегда стоял на почве живой действительности; его научность никогда не носила отвлечённого кабинетного характера.
Примыкая к западникам, Соловьёв не чуждался, однако, славянофилов, с которыми его сближали одинаковые воззрения на религию и вера в историческое призвание русского народа. Идеалом Соловьёва была твёрдая самодержавная власть в тесном союзе с лучшими силами народа.
Огромная начитанность, глубина и разносторонность знания, широта мысли, спокойный ум и цельность миросозерцания составляли отличительные черты Соловьёва как учёного; они же обуславливали и характер его университетского преподавания.
Как лектор он не блистал красноречием; речь его была деловой, сжатой, точной. Его тщательно продуманные мысли вызывали слушателей на размышление.

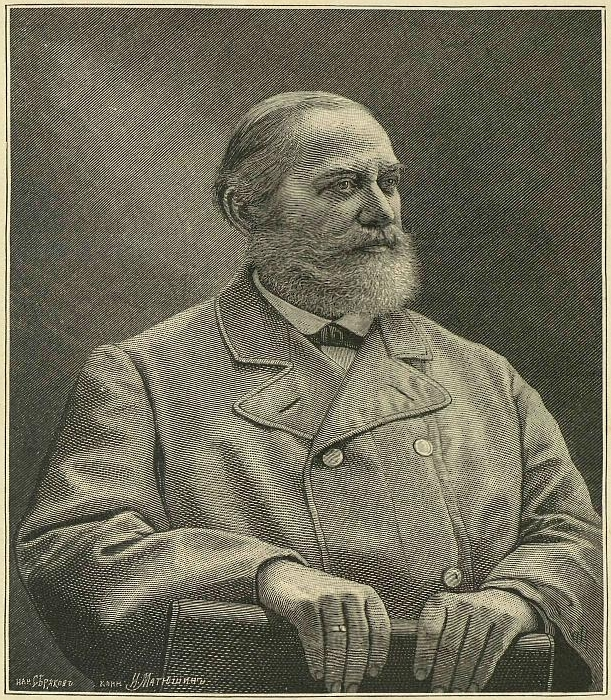
С. М. Соловьёв (гравюра Л. А. Серякова)

Он именно говорил, а не читал, и говорил отрывисто, точно резал свою мысль тонкими удобоприемлемыми ломтиками <…> Чтение Соловьёва не трогало и не пленяло, не било ни на чувства, ни на воображение, но оно заставляло размышлять. С кафедры слышался не профессор, читающий в аудитории, а ученый, размысляющий вслух в своём кабинете <…> Соловьёв давал слушателю удивительно цельный, стройной нитью проведённый сквозь цепь обобщённых фактов взгляд на ход русской истории <…> Обобщая факты, Соловьёв стройной мозаикой вводил в их изложение общие исторические идеи, их объяснявшие. Он не давал слушателю ни одного крупного факта, не озарив его светом этих идей. Слушатель чувствовал ежеминутно, что поток изображаемой перед ним жизни катится по руслу исторической логики; ни одно явление не смущало его мысли своей неожиданностью или случайностью. В его глазах историческая жизнь не только двигалась, но и размышляла, сама оправдывала своё движение. Курс Соловьёва, излагая факты местной истории, оказывал сильное методическое влияние, будил и складывал историческое мышление. Настойчиво говорил и повторял Соловьёв, где нужно, о связи явлений, о последовательности исторического развития, об общих его законах, о том, что называл он необычным словом — историчностью. (Василий Ключевский.)

## «История России с древнейших времён»
Убедившись, что русское общество не имеет истории, удовлетворяющей научным требованиям времени, когда русская историография уже вышла из карамзинского периода, перестав главную задачу свою видеть в одном только изображении деятельности государей и смены правительственных форм, Соловьёв, почувствовав в себе силы дать таковую, принялся за неё, видя в ней свой общественный долг.
Над «Историей России с древнейших времён» Соловьёв неустанно работал 30 лет. Первый том её появился в 1851 году — на подготовку его ушло более трёх лет; но с тех пор аккуратно из года в год выходило по тому. Последний, 29-й том, вышел в 1879 году, уже после смерти автора. Следующее издание «Истории России» — в 6 больших томах (7-й том — указатель; 2-е изд., СПб., 1897).
С точки зрения фактической полноты изложения событий русской истории, преимущественно внешних, «История России с древнейших времен» есть наиболее полное хранилище таких фактов. Ни один из русских историков, ни до Соловьёва, ни после него, в своих попытках изложить весь ход русской истории, не обнимал огромного хронологического пространства: на протяжении двадцати трех столетий — с V века до нашей эры.
По изложению «История России» Соловьёва утомительна не только для обыкновенного читателя, но и для специалиста. Часто её изложение переходит в простой пересказ летописи (в допетровских периодах) и в выписку из архивных документов (за XVIII век). Общие же рассуждения автора, которые он иногда предпосылает историческому повествованию, или же сопровождает ими изложение целого периода или эпохи русской исторической жизни, бросая взгляд на пройденный им исторический путь, — такие рассуждения остаются незамеченными обыкновенным читателем, поскольку тонут в обилии подробного фактического изложения. Среди этих рассуждений: о влиянии природных условий северо-восточной Европы на характер истории России; объяснение влияния христианства на славяноруссов; различие в общественных основах и в ходе истории юга России и северо-восточной Руси; о значении монгольского завоевания и возвышения Москвы; о значении эпохи с Иоанна III до Смутного времени и Смутной эпохи; «канун» реформ Петра Великого и сами эти реформы и о их дальнейшей исторической судьбе при его преемниках.
Преобладающая роль государственного начала в русской истории подчёркивалась и раньше Соловьёвым, но им впервые было указано истинное взаимодействие этого начала и элементов общественных. Соловьёв показывал преемственность правительственных форм в самой тесной связи с обществом и с теми переменами, какие вносила в его жизнь эта преемственность; и в то же время он не мог противопоставлять, подобно славянофилам, «государство» «земле», ограничиваясь проявлениями одного только «духа» народа. Одинаково необходим был в его глазах генезис и государственного, и общественного быта. В логической связи с такой постановкой задачи находилось другое основное воззрение Соловьёва, заимствованное у Эверса и развитое им в стройное учение о родовом быте. Постепенный переход этого быта в быт государственный, последовательное превращение племён в княжества, а княжеств — в единое государственное целое — вот, по мнению Соловьёва, основной смысл русской истории. Это требовало от историка «не делить, не дробить русскую историю на отдельные части, периоды, но соединять их, следить преимущественно за связью явлений, за непосредственным преемством форм, не разделять начал, но рассматривать их во взаимодействии, стараться объяснить каждое явление из внутренних причин, прежде чем выделить его из общей связи событий и подчинить внешнему влиянию». Прежние деления на эпохи, основанные на внешних признаках, лишённые внутренней связи, потеряли свой смысл; их заменили стадии развития. В истории России Соловьёв установил четыре крупных раздела:
1. Господство родового строя — от Рюрика до Андрея Боголюбского
2. От Андрея Боголюбского до начала XVII века
3. Вступление России в систему европейских государств — от первых Романовых до середины XVIII века
4. Новый период России

Оценивая роль личности в истории, Соловьёв считал неуместными, при изображении деятельности какого-либо исторического лица, «как чрезмерные похвалы, так и неумеренные порицания». Неисторичным он считал, когда «деятельность одного исторического лица отрывалась от исторической деятельности целого народа; в жизнь народа вводилась сверхъестественная сила, действовавшая по своему произволу…».
С. М. Соловьёв не обошел стороной проблему возникновения революций в России. Из общего он выделял устои общества. Различия же видел в характере произошедшего: Французская революция происходила «снизу», петровская — «сверху».
«История России с древнейших времён» была доведена до 1774 года. Будучи эпохой в развитии русской историографии, труд Соловьёва определил известное направление, создал многочисленную школу. По определению профессора В. И. Герье, «История» Соловьёва есть национальная история: впервые исторический материал, необходимый для такого труда, был собран и исследован с надлежащей полнотой, с соблюдением строго научных приёмов, применительно к требованиям современного исторического знания: источник всегда на первом плане, трезвая правда и объективная истина одни руководят пером автора. Монументальный труд Соловьёва впервые схватил существенные черты и форму исторического развития нации. В натуре Соловьёва «глубоко коренились три великие инстинкта русского народа, без которых этот народ не имел бы истории, — его политический, религиозный и культурный инстинкты, выразившиеся в преданности государству, в привязанности к церкви и в потребности просвещения»; это и помогло Соловьёву за внешней оболочкой явлений вскрыть духовные силы, их определившие.

## Другие труды

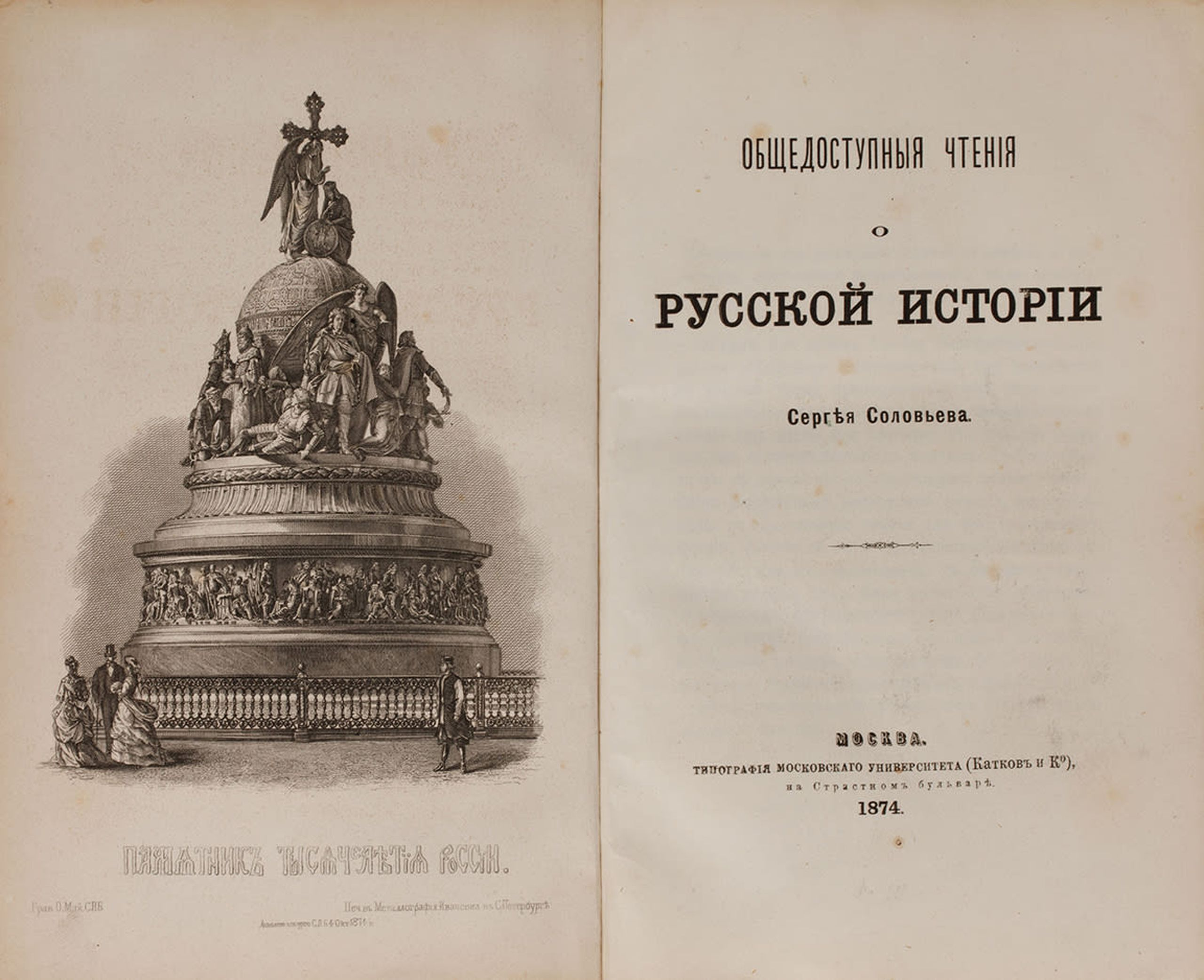
Чтения Русской истории

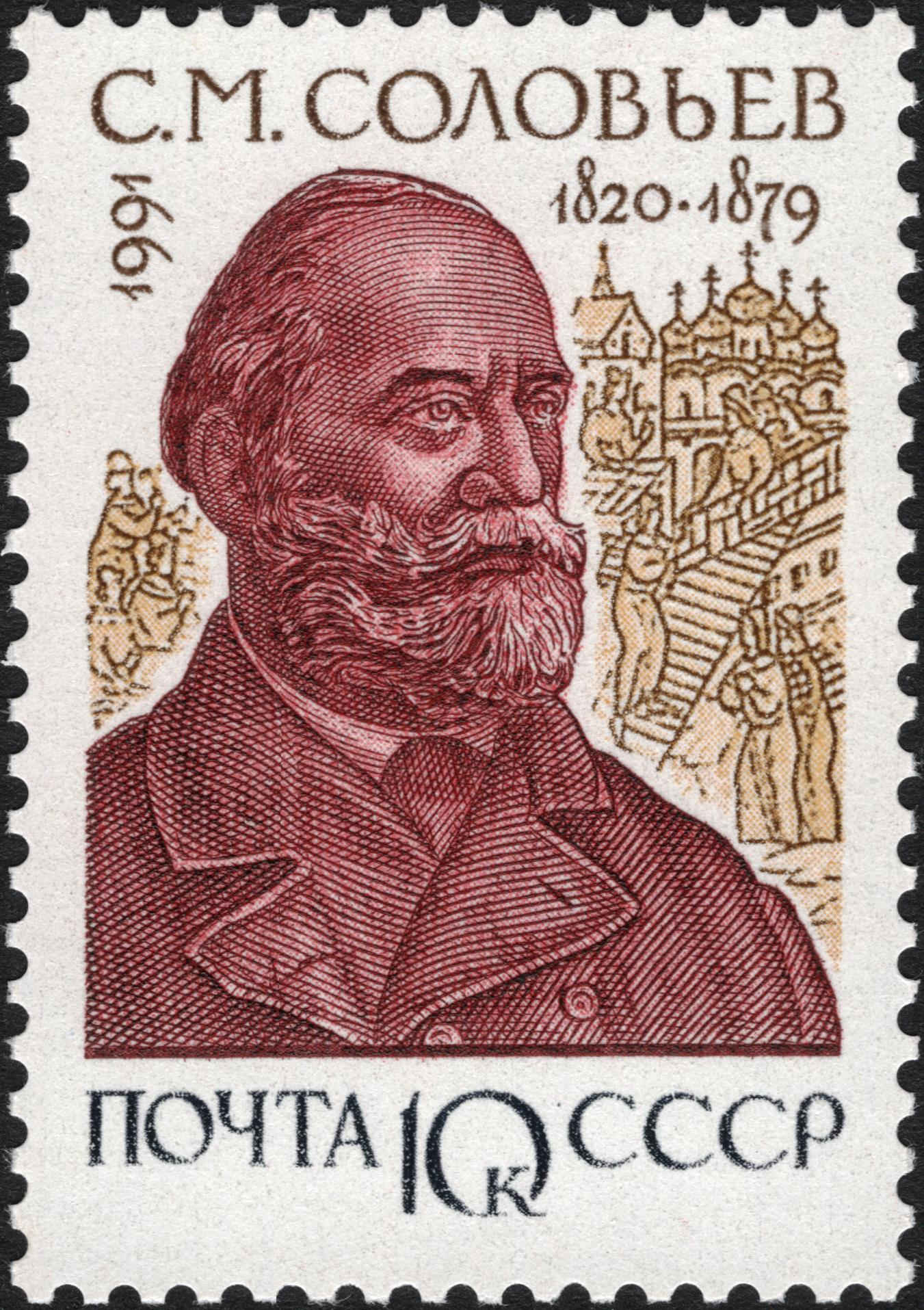
Почтовая марка СССР, посвящённая С. М. Соловьёву, 1991

До известной степени продолжением «Истории России» могут служить две других книги Соловьёва:
- «История падения Польши» (М., 1863. — 369 с.);
- «Император Александр Первый. Политика, Дипломатия» (СПб., 1877. — 560 с.).

Соловьёв написал ещё «Учебную книгу русской истории» (1-е изд. 1859; 10-е изд. 1900), применительно к гимназическому курсу, и «Общедоступные чтения о русской истории» (М., 1874; 2-е изд., М., 1882), примененные к уровню народной аудитории, но выходящие из тех же начал, как и главный труд Соловьёва.
«Публичные чтения о Петре Великом» (М., 1872) — блестящая характеристика преобразовательной эпохи.
Из сочинений Соловьёва по русской историографии:
- «Писатели русской истории XVIII в.» («Архив ист.-юрид. свед. Калачева», 1855, кн. II, пол. 1);
- «Г. Ф. Миллер» («Современник», 1854, т. 94);
- «М. Т. Каченовский» («Биогр. словарь профессоров Моск. унив.», ч. II);
- «Н. М. Карамзин и его литературная деятельность: История государства российского» («Отечественные записки» 1853—1856, тт. 90, 92, 94, 99, 100, 105);
- «А. Л. Шлёцер» («Русский вестник», 1856, № 8).

По всеобщей истории:
- «Наблюдения над исторической жизнью народов» («Вестник Европы», 1868—1876) — попытка уловить смысл исторической жизни и наметить общий ход её развития, начиная с древнейших народов Востока (доведено до начала X века)
- и «Курс новой истории» (М., 1869—1873; 2 изд., 1898).

Свой метод и задачи русской историографии Соловьёв изложил в статье: «Шлецер и антиисторическое направление» («Русский вестник», 1857. — апрель, Кн. 2). Весьма незначительная часть статей Соловьёва (между ними «Публичные чтения о Петре Великом» и «Наблюдения») вошла в издание «Сочинений С. М. Соловьёва» (СПб., 1882).
Библиографический перечень сочинений Соловьёва составлен Н. А. Поповым (систематический; «Речь и отчет, чит. в торжеств. собр. Моск. унив. 12 января 1880 г.», переп. в «Сочинениях» Соловьёва) и Замысловским (хронологический, неполный, в некрологе Соловьёва, «Журнал Министерства народного просвещения», 1879, № 11).

## Мнения и критика
Основные положения С. М. Соловьёва подверглись критике ещё при его жизни. К. Д. Кавелин, в разборе обеих диссертаций и 1-го тома «Истории России», указывал на существование промежуточной стадии между родовым бытом и государственным — вотчинного строя («Полное собрание сочинений Кавелина» Т. I. — СПб., 1897); К. С. Аксаков, в разборе 1, 6, 7 и 8 томов «Истории России», отрицая родовой быт, настаивал на признании быта общинного («Полное собрание сочинений К. Аксакова», т. I, изд. 2-е, М., 1889). В. И. Сергеевич определял отношения древнерусских князей не родовым, а договорным началом («Вече и князь». — М., 1867). Против Кавелина и Сергеевича Соловьёв защищался в «Дополнениях» ко 2-му тому, а Аксакову возражал в одном из примечаний к 1-му тому «Истории России» позднейших изданий.
Деятельность Соловьёва критически оценивал Н. В. Шелгунов, полагая, что «политической» стороне истории он уделяет гораздо больше внимания, чем «народной», и, таким образом, «не видит исторической жизни России в полной её совокупности».